# レネイ・ダイ
レネイ・ダイ（戴夢夢、Renee Dai、1984年12月12日 -）は、香港出身の女優、歌手である。身長160cm、43kg、いて座。

## 人物・来歴
1990年、6歳の時に亜洲電視「子役競選大会」で優勝し、以後亜州電視の番組に出演するが、あまり知名度は上がらなかった。
2001年、香港ラジオテレビの「完全学生手帳」に出演。2003年無綫電視（TVB）のドラマ「当四葉草碰上剣尖時」に出演後、ブレイクした。
2007年、大名娯楽プロダクションと契約したと発表された。

## 出演作品

### テレビドラマ
- 1990年：ATV「第三間電台」
- 1990年：ATV「Q表姐」
- 1991年：ATV「香港奇案：八大毒梟」
- 1991年：ATV「香港奇案之烹夫」
- 1991年：ATV「觸電情縁」
- 1995年：ATV「精武門」
- 1996年：ATV「飄零燕」
- 1996年：ATV「再見艶陽天」
- 2001年：RTHK「完全学生手冊」
- 2003年：RTHK「親親孩子親親書」
- 2003年：TVB「当四葉草碰上剣尖時」 - 黄妙児 役
- 2004年：TVB「赤沙印記@四葉草.2」
- 2005年：3Gドラマ「求愛1,2,3」
- 2005年：TVB「奇幻潮：復仇」
- 2008年：TVB「尖子攻略」 - 梁詩詩 役

### 映画
- 1992年：『流星蝴蝶劍』
- 1996年：『情人的眼涙』
- 1997年：『戦狼伝説』
- 2005年：『千杯不醉』『妃子笑』
- 2008年：『同門』

## 音楽作品

### アルバム
- 2004年：『Dreams Come True』
- 2005年：『I Like Dreamin'』
- 2009年：『Self Love』

### その他の歌曲
- 2008年：『好学為福』（TVBドラマ『尖子攻略』主題歌）（ボビー・アウヨン、HotCha、パーシー・ファンとの合唱）